# Bouchea prismatica
Bouchea prismatica är en verbenaväxtart som först beskrevs av Carl von Linné, och fick sitt nu gällande namn av Carl Ernst Otto Kuntze. Bouchea prismatica ingår i släktet Bouchea och familjen verbenaväxter. Inga underarter finns listade i Catalogue of Life.